# 39-й танковий корпус (Третій Рейх)
XXXIX-й (39-й) та́нковий ко́рпус (нім. XXXIX.Panzerkorps) — танковий корпус Вермахту в роки Другої світової війни. XXXIX-й танковий корпус був створений 9 липня 1942 шляхом перейменування 39-го моторизованого корпусу.

## Командування

### Командири
- генерал танкових військ Ганс-Юрген фон Арнім (нім. Hans-Jürgen von Arnim) (9 липня — 30 листопада 1942);
- генерал артилерії Роберт Мартінек (нім. Robert Martinek) (1 грудня 1942 — 13 листопада 1943);
- генерал-лейтенант Карл Пюхлер (нім. Carl Püchler) (13 листопада 1943 — 18 квітня 1944);
- генерал артилерії Роберт Мартінек (18 квітня — 28 червня 1944);
- генерал-лейтенант Отто Шюнеман (нім. Otto Schünemann) (28 — 29 червня 1944);
- генерал танкових військ Дітріх фон Заукен (нім. Dietrich von Saucken) (28 червня — 15 жовтня 1944);
- генерал-лейтенант, з 26 грудня 1944 генерал танкових військ Карл Декер (нім. Karl Decker) (16 жовтня 1944 — 21 квітня 1945);
- генерал-лейтенант Карл Арндт (нім. Karl Arndt) (21 квітня — 8 травня 1945).

## Бойовий склад 39-го танкового корпусу
Формування управління, забезпечення та підтримки
- 140-ве артилерійське командування (Arko 140);
- 439-й корпусний батальйон зв'язку (Korps-Nachrichten-Abteilung 439);
- 439-те управління корпусного постачання (Korps-Nachschubtruppen 439).
- 439-й Східний батальйон (Ost Bataillon 439).

- 5-та танкова дивізія (5. Panzer-Division);
- 161-ша піхотна дивізія (161. Infanterie-Division);
- 328-ма піхотна дивізія (328. Infanterie-Division).

- 1-ша танкова дивізія (1. Panzer-Division);
- 5-та танкова дивізія;
- Частини:
  - 78-ї піхотної дивізії (78. Infanterie-Division);
  - 102-ї піхотної дивізії (102. Infanterie-Division);
  - 129-ї піхотної дивізії (129. Infanterie-Division);
  - 161-ї піхотної дивізії;
  - 328-ї піхотної дивізії.

- 1-ша танкова дивізія;
- 5-та танкова дивізія;
- 78-ма піхотна дивізія;
- 102-га піхотна дивізія.

- 1-ша танкова дивізія;
- 5-та танкова дивізія;
- 9-та танкова дивізія (9. Panzer-Division);
- 78-ма піхотна дивізія;
- 102-га піхотна дивізія;
- 337-ма піхотна дивізія (337. Infanterie-Division).

- 2-га танкова дивізія (2. Panzer-Division);
- 78-ма піхотна дивізія;
- 102-га піхотна дивізія;
- 216-та піхотна дивізія (216. Infanterie-Division);
- 337-ма піхотна дивізія ;
- Частини:
  - 129-ї піхотної дивізії (129. Infanterie-Division).

- 2-га танкова дивізія;
- 14-та піхотна дивізія (14. Infanterie-Division);
- 78-ма піхотна дивізія;
- 102-га піхотна дивізія;
- 216-та піхотна дивізія;
- 337-ма піхотна дивізія.

- 2-га танкова дивізія;
- 14-та піхотна дивізія;
- 102-га піхотна дивізія;
- 216-та піхотна дивізія;
- 337-ма піхотна дивізія.

- 6-та піхотна дивізія (6. Infanterie-Division);
- 95-та піхотна дивізія;
- 129-та піхотна дивізія;
- 337-ма піхотна дивізія.

- 95-та піхотна дивізія;
- 129-та піхотна дивізія;
- 337-ма піхотна дивізія.

- 26-та піхотна дивізія (26. Infanterie-Division);
- 337-ма піхотна дивізія;
- 18-та панцергренадерська дивізія (18. Panzer-Grenadier-Division).

- 12-та піхотна дивізія (12. Infanterie-Division);
- 337-ма піхотна дивізія.

- 131-ша піхотна дивізія (131. Infanterie-Division);
- 170-та піхотна дивізія (170. Infanterie-Division).

- 4-та танкова дивізія (4. Panzer-Division);
- 5-та танкова дивізія;
- 12-та танкова дивізія (12. Panzer-Division);
- Панцергренадерська дивізія «Гроссдойчланд» (Panzer-Grenadier-Division "Großdeutschland").

- 26-та фольксгренадерська дивізія (26. Volks-Grenadier-Division);
- 3-тя панцергренадерська дивізія (3. Panzergrenadier-Division);
- 1-ша танкова дивізія Лейбштандарте-СС «Адольф Гітлер» (1. SS-Panzer-Division "Leibstandarte Adolf Hitler").

- 17-та танкова дивізія (17. Panzer-Division);
- 21-ша танкова дивізія (21. Panzer-Division);
- 6-та фольксгренадерська дивізія (6. Volks-Grenadier-Division);
- Панцергренадерська дивізія «Фюрер» (Führer-Grenadier-Division).

- Танкова дивізія «Клаузевіц» (Panzer-Division Clausewitz);
- Піхотна дивізія «Шлагетер» (Infanterie-Division Schlageter);
- 84-та піхотна дивізія (84. Infanterie-Division).

- Танкова дивізія «Клаузевіц»;
- Піхотна дивізія «Гамбург» (Division der Reserve "Hamburg");
- 84-та піхотна дивізія.